# كارل فريدريش فون كلودن
كارل فريدريش فون كلودن (بالألمانية: Karl Friedrich von Klöden)‏ (و. 1786 – 1856 م) هو مختص في الدراسات القروسطية ‏، وجغرافي، ومؤرخ، ومؤلف، وتربوي، وكاتب غير روائي ألماني، ولد في برلين، توفي في برلين، عن عمر يناهز 70 عاماً.

## التعليم
تعلم في جامعة هومبولت في برلين.

## جوائز
حصل على جوائز منها:
- جائزة المنافسة العامة  [لغات أخرى]‏ (1946)
- قائد الفنون والآداب